# Hammermolen
De Hammermolen is een voormalige watermolen op de Neerbeek in Neer in de Nederlandse provincie Limburg. De molen was gelegen aan Hammermolen 27.
Het betreft een onderslagmolen die fungeerde als korenmolen.
Een molen zou mogelijk in 1832 reeds aanwezig zijn geweest. Het huidige gebouw stamt uit 1895. In 1906 werd het waterrad verwijderd en werd een turbine geïnstalleerd. Tegenwoordig is het gebouw in gebruik als woonhuis.
In 1979 werden de voormalige stuwen op de Neerbeek weer hersteld en in 1988 werden vistrappen aangelegd.